# Loi des trois états
Ne doit pas être confondu avec logique 3 états.
 (août 2014).
La loi des trois états est une proposition de loi de l'histoire énoncée par le philosophe positiviste Auguste Comte, selon laquelle chaque branche des connaissances humaines passe par trois états théoriques successifs : théologique, métaphysique et positif. Cette loi permettrait de cerner l'évolution de l'esprit humain individuel, mais aussi d'appréhender l'évolution de l'humanité entière.
Comte résume sa position dans Considérations philosophiques sur la science et les savants (1825) : « Considérées dans le passé, les sciences ont affranchi l’esprit humain de la tutelle exercée sur lui par la théologie et la métaphysique et qui, indispensables à son enfance, tendaient à la prolonger indéfiniment. Considérées dans le présent, elles doivent servir, soit par leurs méthodes soit par leurs résultats généraux, à déterminer la réorganisation des théories sociales. Considérées dans l’avenir, elles seront, une fois systématisées, la base spirituelle permanente de l’ordre social, autant que durera sur le globe l’activité de notre espèce. »

## Origines
Au XVIIIe siècle, plusieurs tentatives d'établissement de lois de l'histoire émergent. Giambattista Vico est un des pionniers avec sa théorie des trois âges, où il cerne trois étapes fondamentales de l'évolution historique, de l'âge des dieux à l'âge des hommes. Postérieurement, on trouve dans des manuscrits non publiés de Turgot et de Burdin des tentatives de découpage ternaires,. Comte fut aussi influencé par les théories de Condorcet sur la réforme sociale.
Claude-Henri de Rouvroy de Saint-Simon acquit des éléments de connaissance historique auprès de l'historien Augustin Thierry, qui fut son premier secrétaire. Saint-Simon étudia le passage de l'âge féodal à l'âge industriel. Il les formalisa dans l'industrie (1816-1817). Auguste Comte, qui fut le secrétaire de Saint-Simon entre 1817 et 1824, s'appropria les travaux de celui-ci et publia sous sa direction, en avril 1822, un opuscule de la Suite des travaux ayant pour objet de fonder le système industriel, du contrat social. intitulé Prospectus des travaux scientifiques nécessaires pour réorganiser la société.

## Première formulation
Auguste Comte fut amené à intercaler, entre l'âge féodal et l'âge industriel, un âge intermédiaire, celui de la métaphysique, ce qu'il formula dans le Plan des travaux scientifiques nécessaires pour réorganiser la société publié sous son nom en 1824 :

« Par la nature même de l'esprit humain, chaque branche de nos connaissances est nécessairement assujettie dans sa marche à passer successivement par trois états théoriques différents : l'état théologique ou fictif ; l'état métaphysique ou abstrait ; enfin, l'état scientifique ou positif. »

La philosophie positiviste considère que la métaphysique est une manifestation de l'esprit qui est rendue caduque par l'avènement des sciences. Le mode de pensée métaphysique et théologique, qui remplissait son office de manière très utile avant la Révolution française, ne peut désormais plus maintenir l'unité de croyance entre les individus qui rend possible la cohésion sociale. L'histoire ne pouvant « remonter son cours » selon Comte, le régime théologique ne peut être rétabli, comme le voulait Joseph de Maistre (Du pape). Seule la communauté des savants pourra mettre fin à ce que Comte appelle l'« anarchie mentale », et achever enfin la révolution.
Le renoncement à la métaphysique n'est néanmoins pas pour Comte un abandon douloureux, on ne « perd rien au change », dit-il dans son Catéchisme positiviste. Il s'agit d'ailleurs moins d'un renoncement que d'un dépérissement naturel. Comme Comte le répète : ce qu'on ne peut savoir, nous n'avons ni besoin ni l'envie de le connaître. La science, lorsqu'elle sera vraiment constituée, accomplira le règne indétrônable de l'esprit scientifique qui triomphera de l'« anarchie sociale ».
La loi des trois états est étayée aussi bien par la considération de l'histoire des sciences et des conceptions humaines que par l'histoire individuelle de chaque homme. En effet, chacun se souvient, lorsqu'il s'agit d'expliquer un phénomène, avoir été théologien dans son enfance, métaphysicien dans son adolescence et enfin scientifique dans sa maturité. L'expérience de la folie, Comte le confesse lui-même, nous donne un indice supplémentaire de cette loi, en nous permettant d'expérimenter une régression temporaire dans les états de nos conceptions.

## Description des trois états
En proposant une théorie chargée de décrire « l'entière évolution intellectuelle de l'humanité », Comte propose une philosophie de l'histoire. De cette théorie, il existe plusieurs formulations. La première se trouve dans le Plan des travaux scientifiques nécessaires pour réorganiser la société (1822), la seconde dans le Cours de philosophie positive (1830-1842), et la troisième dans le Discours sur l'esprit positif (1844). De ces trois formulations, c'est la dernière qui est la plus complète, puisqu'elle distingue, à l'intérieur même des états, des formes ou phases transitoires.

### L'état théologique ou fictif
Dans l'état théologique, l'homme recherche, d'une manière presque exclusive, l'origine de toutes choses, la cause essentielle, soit première, soit finale, des divers phénomènes qui l'affectent, dans la volonté des dieux ou des esprits.
L'état théologique, aussi appelé état féodal, correspond au Moyen Âge et à l'Ancien Régime. Les relations sociales y sont analysées comme le résultat de l'idée surnaturelle de droit divin. « [L'analyse] explique, écrit Comte, les changements politiques successifs de l'espèce humaine par une direction surnaturelle immédiate, exercée d'une manière continue depuis le premier homme jusqu'à présent ».
Comte ajoute que « quoique d'abord indispensable, à tous égards, le premier état doit désormais être toujours conçu comme provisoire et préparatoire ». Et toutefois, il reconnaît que cet état a longtemps été « aussi indispensable qu'inévitable ». En cela, son propos se distingue de la critique radicale du Moyen Âge menée par certains philosophes des Lumières.

#### La première phase: le fétichisme
Comte définit le fétichisme comme la tendance « consistant surtout à attribuer aux êtres extérieurs une vie essentiellement analogue à la nôtre ». La phase fétichiste est marquée par un très fort anthropocentrisme. C'est l'adoration des astres qui en constitue la forme paradigmatique. L'animisme peut aussi être classé dans cette phase.

#### La deuxième phase: le polythéisme
Cette phase, de l'avis de Comte trop souvent confondue avec la première, commence lorsque « la vie est enfin retirée aux objets matériels, pour être mystérieusement transportée à divers êtres fictifs, habituellement invisibles, dont l'active intervention continue devient désormais la source de tous les phénomènes extérieurs, et même ensuite des phénomènes humains ».

#### La troisième phase: le monothéisme
Lors de cette phase, qui constitue à la fois l'apogée et le déclin de l'état théologique, « la raison vient restreindre de plus en plus la domination antérieure de l'imagination, en laissant graduellement développer le sentiment universel, jusqu'alors presque insignifiant, de l'assujettissement nécessaire de tous les phénomènes naturels à des lois invariables ».

### L'état métaphysique ou abstrait
L'état métaphysique, aussi appelé état abstrait, désigne le siècle des Lumières et notamment les encyclopédistes. Auguste Comte leur reproche de raisonner à partir de la supposition abstraite et métaphysique d'un contrat social primitif comme le fait notamment Jean-Jacques Rousseau et de raisonner à partir des droits individuels communs à tous les hommes, aboutissant aux idées de liberté et de souveraineté du peuple.
Beaucoup de philosophes, ainsi que certains pères fondateurs des États-Unis, se définissent en ce XVIIIe siècle comme déistes, position purement métaphysique.

### L'état scientifique ou positif
Dans l'état scientifique, l'esprit humain renonce temporairement à comprendre l'origine ou l'éventuelle destination de l'univers, jusqu'à plus ample information. Il renonce de ce fait à la question du « pourquoi ? » chère à Aristote (et source de plusieurs de ses erreurs en physique) et recherche par l'usage unique du raisonnement et de l'observation les lois effectives de la nature « c’est-à-dire leurs relations véritables de succession et de similitude ». L'entrée dans l'état scientifique s'accompagne de l'abandon de l'étiologie au profit d'une explication législative, c'est-à-dire fondée sur des lois invariables. La loi se substitue à la cause, la prévision à la généalogie :

« Ainsi, le véritable esprit positif consiste surtout à voir pour prévoir, à étudier ce qui est afin d'en conclure ce qui sera, d'après le dogme général de l'invariabilité des lois naturelles. »

— Auguste Comte, Discours sur l'esprit positif.
À l'âge de la science doit correspondre une politique fondée sur une organisation rationnelle de la société. Les grandes lignes de cette politique sont données par une sociologie scientifique.
Cette pensée marque aussi le début d'un courant historique d'interprétation scientifique de l'Histoire. Le XIXe siècle sera en effet traversé par les analyses déterministes et parfois finalistes de l'Histoire notamment à des fins politiques. On peut noter parmi celles-ci le matérialisme dialectique, le darwinisme social ou l'empirisme organisateur malgré les différences politiques et théoriques majeures qui les fondent, les unes étant parfois des réactions aux autres pour mieux défendre une doctrine politique en s'inscrivant dans l'air du temps.
Une question qui se pose ensuite est de savoir pourquoi on constate ces lois-là plutôt que d'autres. Certaines, comme la loi de l'action et de la réaction, se déduisent du raisonnement ; d'autres semblent presque arbitraires même si le principe anthropique faible permet déjà d'éliminer celles qui auraient rendu impossible notre émergence ; l'action à distance de la gravitation, qui dérangeait Newton et sur laquelle il se refusait toute hypothèse (Hypotheses non fingo) sera résolue par la relativité générale ; la mécanique quantique fait apparaître des lois bien différentes de celles que nous observons à l'échelle macroscopique. La question de ce qui a mis le feu aux équations, pour reprendre une expression de Stephen Hawking, reste ouverte.

## Analyse
- Si vous ne connaissez pas le sujet, laissez ce bandeau (vous pouvez alors contacter les auteurs).
- Si vous supprimez le contenu mis en cause (vous pouvez préalablement contacter les auteurs),

argumentez précisément cette suppression dans la page de discussion
(un manque de référence n'est pas un argument ; une recherche réelle de référence doit avoir été effectuée, être formellement documentée).
Le statut de cette loi est problématique. S'agit-il, comme semble le dire le Plan des travaux scientifiques nécessaires pour réorganiser la société d'une loi qui décrit l'évolution historique de la société humaine ou bien plutôt d'une loi générale du développement de la pensée individuelle, qui établirait l'esprit positif comme l'achèvement d'une formation pédagogique ? Cette deuxième solution est esquissée dans le Cours de philosophie positive. En réalité, il semble que la loi des trois états dispose d'un statut double : vérifiée à l'échelle individuelle, elle l'est également à l'échelle sociétale. C'est même le partage des connaissances vraies qui oriente cette loi et empêche toute régression d'un état supérieur à un état inférieur.
On sait qu'après sa rencontre avec Clotilde de Vaux, Comte entre dans la période appelée « religion de l'Humanité ». La direction que prend sa pensée semble alors entrer en contradiction avec le dépassement annoncé de l'état théologique. Mais la religion en question est une religion sans Dieu. L'homme doit adorer l'humanité elle-même, c’est-à-dire l'ensemble « des êtres passés, futurs et présents qui concourent librement à perfectionner l'ordre universel ». Les grands hommes ont une immortalité subjective. Elle consiste à être honoré après sa mort et éventuellement à être l'objet d'un culte. On voit donc que ce culte, en dépit de nombreuses ambiguïtés, se distingue de la croyance naïve. 

## Critique

### Absence de cause première
La loi des trois états renonce à prendre en compte une cause première, un principe premier, tels que les grandes religions les conçoivent. Dans Le Drame de l'humanisme athée (1942), le théologien Henri de Lubac a considéré que la loi des états correspond en fait à trois aspects de la pensée humaine, et non à une loi d'évolution historique.
La loi des trois états congédie également la métaphysique. Elle fut l'objet de critiques provenant de métaphysiciens modernes[Qui ?].
Le philosophe des sciences Émile Meyerson, partisan d'une vision continuiste de l'histoire des sciences, est généralement présenté comme un opposant à la loi des trois états.[réf. nécessaire].

### Reprise par Gaston Bachelard
Dans le discours préliminaire à La Formation de l'esprit scientifique (1938), Gaston Bachelard propose sa propre loi en trois volets. Cette loi décrit des états qu'il estime beaucoup plus « précis et particuliers que les formes comtiennes ».
1. L'« état concret » dans lequel « l'esprit s'amuse des premières images du phénomène et s'appuie sur une littérature philosophique glorifiant la Nature, chantant curieusement à la fois l'unité du monde et sa riche diversité. »
2. L'« état concret-abstrait » où « l'esprit adjoint à l'expérience physique des schémas géométriques et s'appuie sur une philosophie de la simplicité. L'esprit est encore dans une situation paradoxale : il est d'autant plus sûr de son abstraction que cette abstraction est plus clairement représentée par une intuition sensible. »
3. L'« état abstrait » où « l'esprit entreprend des informations volontairement soustraites à l'intuition de l'espace réel, volontairement détachées de l'expérience immédiate et même en polémique ouverte avec la réalité première, toujours impure, toujours informe. » Voir l'article Pensée spéculative.

À cette loi qui décrit l'abstracisation progressive de l'esprit, Bachelard propose d'adjoindre une « loi des trois états d'âme ». Ce jeu de mots recouvre la réalité suivante :
1. « Âme puérile », ou mondaine, « animée par la curiosité naïve, frappée d'étonnement devant le moindre phénomène instrumenté, jouant à la Physique pour se distraire, pour avoir un prétexte à une attitude sérieuse, accueillant les occasions du collectionneur, passive jusque dans le bonheur de penser. »
2. « Âme professorale », « toute fière de son dogmatisme, immobile dans sa première abstraction, appuyée pour la vie sur les succès scolaires de sa jeunesse, parlant chaque année son savoir, imposant ses démonstrations, tout à l'intérêt déductif, soutien si commode de l'autorité, enseignant son domestique comme fait Descartes ou le tout venant de la bourgeoisie comme fait l'Agrégé de l'Université. »
3. Enfin, l'« âme en mal d'abstraire et de quintessencier », « conscience scientifique douloureuse, livrée aux intérêts inductifs toujours imparfaits, jouant le jeu périlleux de la pensée sans support expérimental stable ; à tout moment dérangée par les objections de la raison, mettant sans cesse en doute un droit particulier à l'abstraction, mais si sûre que l'abstraction est un devoir, le devoir scientifique, la possession enfin épurée de la pensée du monde ! »

### Textes de Comte
- Cours de philosophie positive, première leçon (1829).

### Études
- Annie Petit, Le Système d'Auguste Comte. De la science à la religion par la philosophie, Paris, Vrin, 2016, 372 p
- Raquel Capurro, Le Positivisme est un culte des morts, 1998.
- Olivier Pétré Grenouilleau, Saint-Simon
- Auguste Comte, Opuscules de philosophie sociale- 1819 - 1928 -Extraits commentés, Jean-Marie Tremblay, Cégep de Chicoutimi, coll. « Les classiques des sciences sociales », 2002 (lire en ligne).